# Петер Пекарик
Петер Пекарик (словац. Peter Pekarík; нар. 30 жовтня 1986, Нижній Грічов, Жилінський край, Словаччина) — словацький футболіст, захисник «Герти» та національної збірної Словаччини.

## Біографія

### Клубна кар'єра
Петер Пекарик розпочав свої футбольні кроки в місцевій команді села-обци Нижній Грічов, Жилінської окреси, неподалік самої Жиліни але заради професійного футболу перейшов до юнацьких команд крайового центру, згодом він спробував свої сили в «ЗТС Дубниця», де його помітили футбольні фахівці, і з 2005 року він дебютував за команду «Жиліна (футбольний клуб)», за яку він провів 3 сезони. Закріпившись в основі команди він успішно грав в Цоргонь лізі, провівши 111 ігор і забивши 5 голів, а в сезоні 2007—2008 виборов золоті нагороди. Наприкінці 2008 року він підписав попередній контракт з командою Бундесліги, а вже з січня 2009 року він став повноцінним гравцем команди «Вольфсбург», більше того, в цьому ж сезоні він здобув разом з командою став чемпіоном німецької футбольної ліги та провів за команду 16 ігор.

### Збірна
Петер Пекарик дебютував за національну команду 10 грудня 2006 року у товариському матчі проти збірної ОАЕ.

## Титули і досягнення
- Чемпіон Словаччини (1):

«Жиліна»: 2006–07
- Володар Суперкубка Словаччини (1):

«Жиліна»: 2007
- Чемпіон Німеччини (1):

«Вольфсбург»: 2008–09